# Martin Farquhar Tupper
Pour les articles homonymes, voir Tupper.
Martin Farquhar Tupper, né le 17 juillet 1810 à Londres et mort en novembre 1889 à Albury dans le Surrey) est un écrivain et poète anglais.

## Biographie
La famille Tupper est originaire de Guernesey. Martin Tupper étudie le droit et la théologie au collège Christ Church d'Oxford.
Son œuvre principale est sa Philosophie en proverbes (Proverbial Philosophy) un poème moralisateur écrit en vers blancs, traduit en français en 1851 par le poète guernesiais Georges Métivier.
D'un naturel aimable et chaleureux, Tupper épousa de nombreuses causes. Il fut l'un des premiers soutiens britanniques du Student Volunteer Movement et a beaucoup fait pour promouvoir de bonnes relations entre la Grande-Bretagne et les États-Unis. Il a essayé d'encourager la littérature africaine. Il a aussi été un inventeur dans le domaine de la mécanique.

## Anecdote
La renommée de Tupper a été considérablement augmentée du fait que Karl Marx l'a cité de manière incongrue dans l’album de poésie de sa fille Jenny comme une des deux choses qu'il abhorrait, avec la poudre de violette.

## Œuvres
- 1837: Proverbial Philosophy (première partie), ouvrage qui connut 40 rééditions en 30 ans
- 1839: A Modern Pyramid, sonnets ou textes en prose en hommage à 70 hommes et femmes illustres
- 1841: An Author's Mind, contenant le plan de 30 livres non publiés
- 1844: The Crock of Gold, The Twins , et Heart, des romans illustrant différents vices sociaux, qui connurent de nombreuses rééditions;
- 1847: Probabilities, an Aid to Faith, une apologie de la foi chrétienne ;
- 1847: A Thousand Lines, Hactenus, Geraldine (poèmes)
- 1847: Ballads for the Times, Things to Come, A Dirge for Wellington, Church Ballads, White Slavery Ballads, American Ballads, Rifle Ballads (paroles de chansons)
- 1847: King Alfred, pièce de théâtre aux accents patriotiques
- 1847: King Alfred's poems, une traduction versifié d'un poème en vieil anglais
- 1856: Paterfamilia's Diary of Everybody's Tour
- 1856: The Rides and Reveries of Æsop Smith
- 1856: Stephan Langton, un roman biographique dépeignant l'Angleterre à l'époque du roi Jean
- 1856: Cithara, recueil de paroles de chansons; Three Hundred Sonnets, A Prophetic Ode and many other fugitive pieces, pièces en vers ou en prose parus dans divers journaux et magazines.
- 1886: My Life as an Author (mémoires).

## Distinctions
- 1845 : membre de la Royal Society
- La médaille d'or du roi de Prusse pour les sciences et la littérature lui fut décernée[Quoi ?].